# Kenedy County
Kenedy County je okres ve státě Texas v USA. K roku 2010 zde žilo 416 obyvatel. Správním městem okresu je Sarita. Celková rozloha okresu činí 5 040 km².